# Буроухий краснохвостый попугай
Буроухий краснохвостый попугай (лат. Pyrrhura frontalis) — птица семейства попугаевых.

## Внешний вид
Длина тела 26—28 см, хвоста 12—14 см. Окраска оперения в зелёных и серо-коричневых тонах. Лоб и щёки зеленовато-серые. Грудь, горло и область ушей серо-коричневого цвета с тёмными полосками по краям. Спина и крылья тёмно-зелёного цвета. На животе имеется тёмно-красное пятно. Хвост зелёный с коричневым концом. Неоперённая зона вокруг глаз белая.

## Распространение
Обитает на юго-востоке Бразилии, севере Аргентины, в Парагвае и Уругвае.

## Образ жизни
Населяют леса предгорий до высоты 1300 м над уровнем моря. Часто селятся вблизи плантаций, особенно кукурузных.

## Размножение
Гнездятся в дуплах высоких деревьев. В кладке от 2 до 6 яиц. Насиживает самка, самец её кормит и охраняет гнездо. Птенцы вылупляются через 4 недели, примерно в 1,5-месячном возрасте вылетают из гнезда, но родители подкармливают их ещё 2—3 недели.

## Содержание
Первые сведения об успешном размножении этого вида в неволе в Европе относятся к 1920-м годам. В настоящее время этот вид попугаев разводят многие любители. Хорошо обучается трюкам, редко разговаривает, неудобства могут причинить резкие и громкие крики. Средняя продолжительность жизни в неволе около 13 лет.

## Классификация
Вид включает 2 подвида:
- Pyrrhura frontalis chiripepe (Vieillot, 1818)
- Pyrrhura frontalis frontalis (Vieillot, 1818)

В зависимости от классификации количество подвидов может варьировать, и вид может включать от 3 до 4 подвидов, в том числе:
- Pyrrhura frontalis devillei
- Pyrrhura frontalis kriegi